# Kalliosaari (ö i Satakunta, Björneborg)
Kalliosaari är en ö i Finland. Den ligger i sjön Haukijärvi och i kommunen Björneborg i den ekonomiska regionen  Björneborgs ekonomiska region  och landskapet Satakunta, i den sydvästra delen av landet, 220 km nordväst om huvudstaden Helsingfors. Öns area är 0,5 hektar och dess största längd är 120 meter i öst-västlig riktning.